# Sermoise-sur-Loire
Sermoise-sur-Loire ist eine französische Gemeinde mit 1.490 Einwohnern (Stand: 1. Januar 2022) im Département Nièvre in der Region Bourgogne-Franche-Comté. Sie gehört zum Arrondissement Nevers und zum Kanton Nevers-2.

## Geografie
Sermoise-sur-Loire liegt in Zentralfrankreich an einem Bogen der Loire. Umgeben wird Sermoise-sur-Loire von den Nachbargemeinden Nevers im Nordwesten und Norden, Saint-Éloi im Nordosten, Chevenon im Osten und Südosten, Magny-Cours im Süden sowie Challuy im Westen. 
Die Autoroute A77 geht hier in die Route nationale 7 über.

## Bevölkerungsentwicklung
| Jahr                       | 1962 | 1968 | 1975 | 1982 | 1990 | 1999 | 2006 | 2013 | 2020 |
| Einwohner                  | 1101 | 1057 | 1019 | 1078 | 1545 | 1523 | 1645 | 1586 | 1480 |
| Quellen: Cassini und INSEE |      |      |      |      |      |      |      |      |      |

## Sehenswürdigkeiten

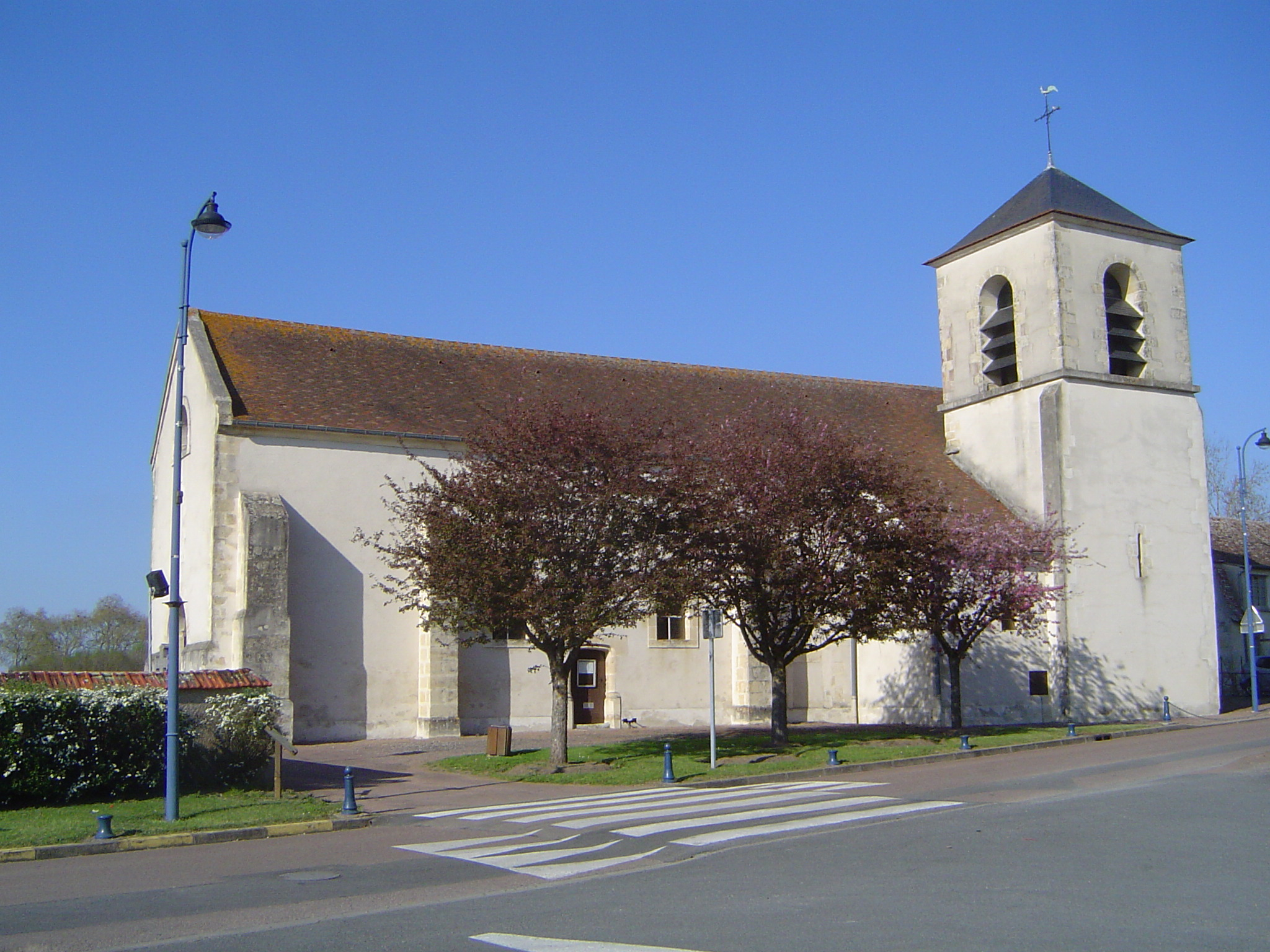
Kirche Saint-Maurice
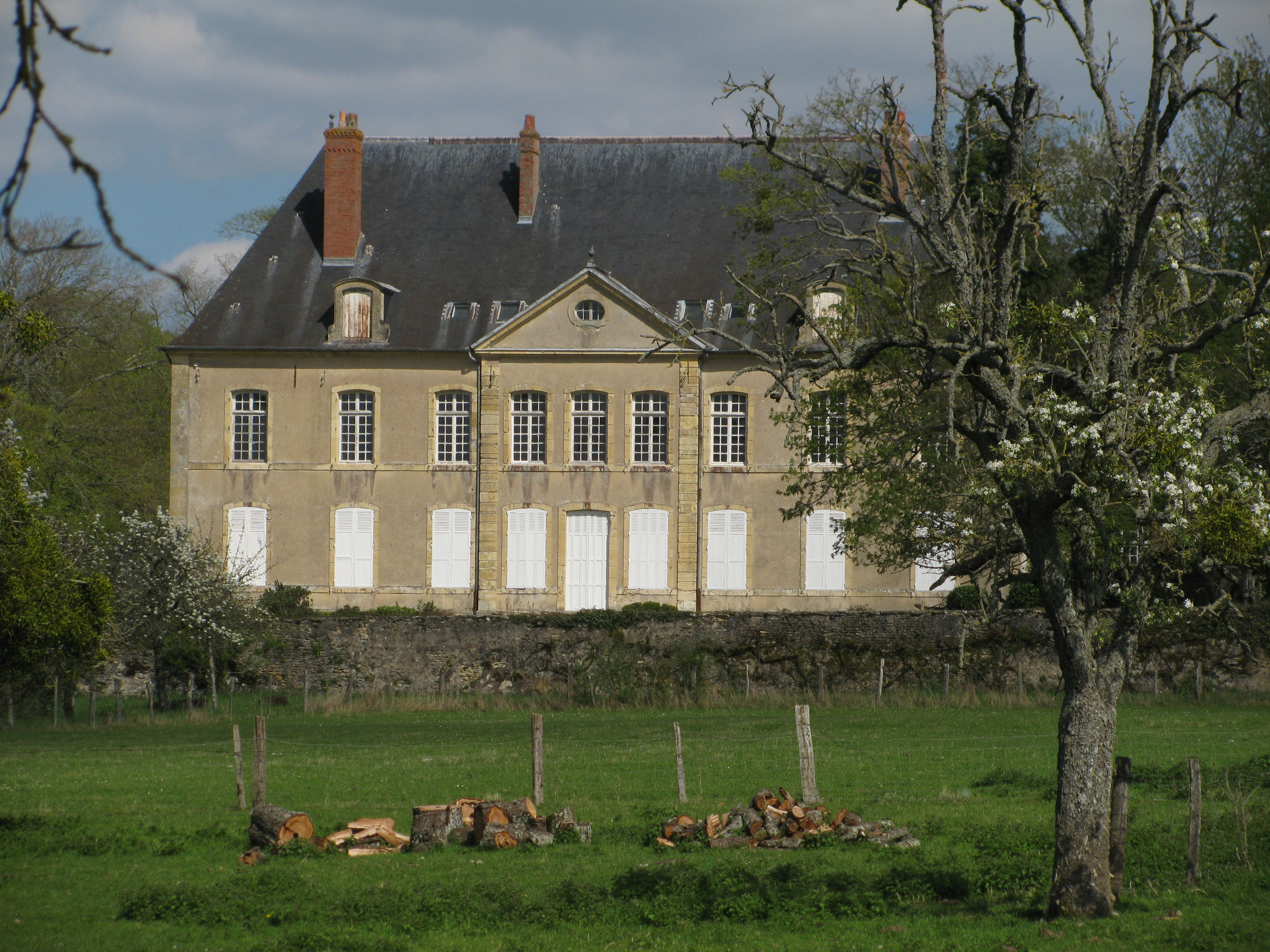
Schloss Sermoise
- Alter Flugplatz Cheutinville
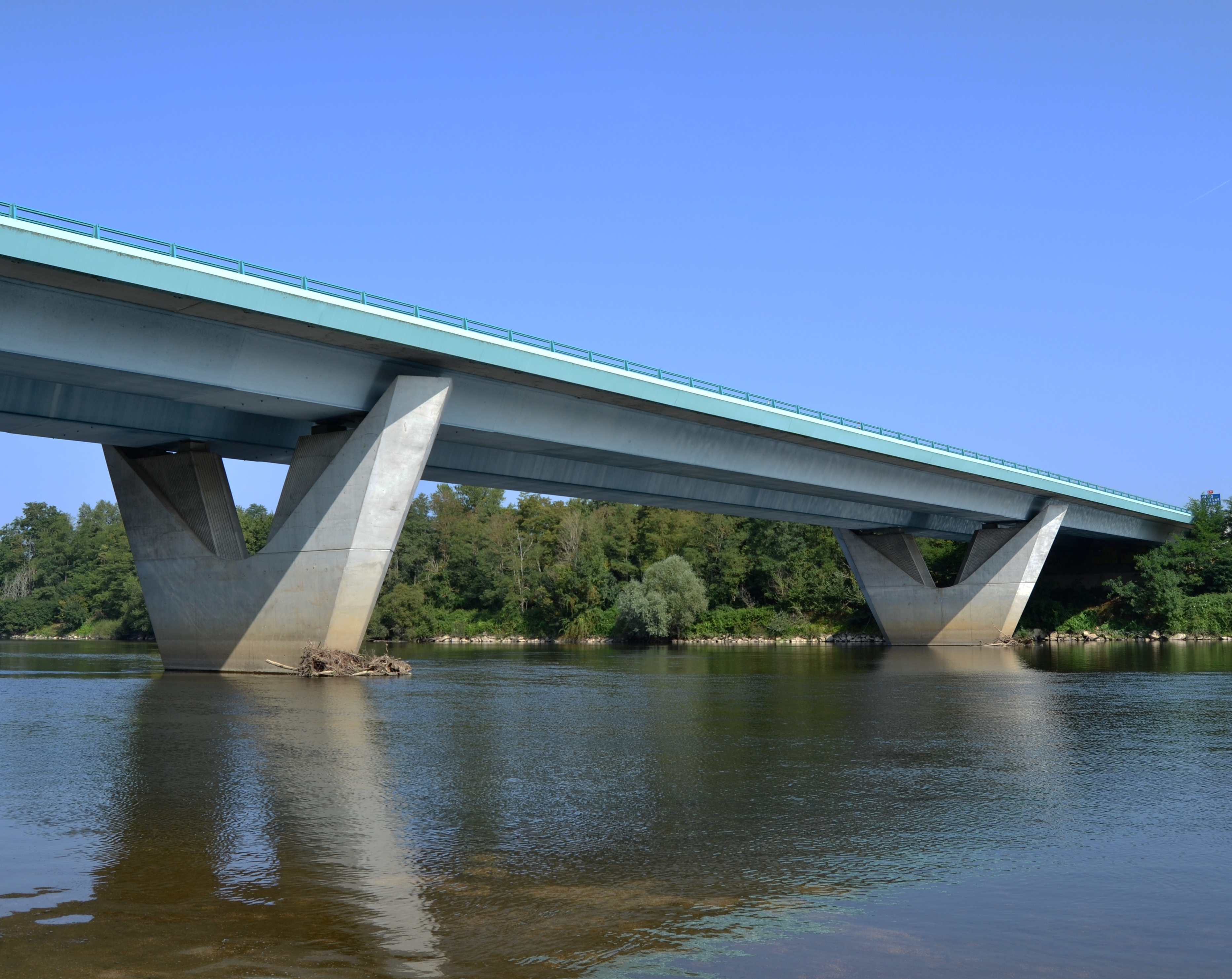
Brücke Pierre-Bérégovoy

- Kirche Saint-Maurice
- Schloss Sermoise
- Brücke Pierre-Bérégovoy